# 阿莱西娅·斯科尔泰基尼
阿莱西娅·斯科尔泰基尼（義大利語：Alessia Scortechini，1997年2月11日—），意大利女子游泳运动员。她曾代表意大利参加2020年夏季残疾人奥林匹克运动会游泳比赛，获得女子4×100米自由泳接力34分金牌。